# Madlinus seychellensis
Madlinus seychellensis är en insektsart som beskrevs av Boulard 1995. Madlinus seychellensis ingår i släktet Madlinus och familjen hornstritar. Inga underarter finns listade i Catalogue of Life.